# Renato Carlos Martins Júnior
Renato Carlos Martins Júnior (São Vicente, 14 mei 1987), beter bekend onder zijn bijnaam Renatinho, is een Braziliaans voetballer.

## Carrière
Renatinho speelde tussen 2005 en 2011 voor Santos, Rentistas, Kawasaki Frontale, Portimonense en São Caetano. Hij tekende in 2012 bij Hangzhou Nabel Greentown.